# كأس النخبة البحريني
كأس النخبة البحريني هي بطولة كرة قدم للرجال ينظمها الاتحاد البحريني لكرة القدم أٌقيمت لأول مرة في عام 2018.

## نظام البطولة

### الأندية المشاركة
يشارك في هذه البطولة 6 أندية من الدرجة الأولى، والأندية المشاركة هي بطل دوري الدرجة الأولى وبطل كأس ملك البحرين وأصحاب المركز الثاني والثالث والرابع والخامس في الدوري.

وفي حال حصول حامل لقب كأس الملك للموسم الجاري على لقب الدوري أيضا، فإنه سيتم إشراك الفريق الحاصل على المركز السادس في دوري الدرجة الأولى.

### توزيع المجموعات
تضم المجموعة الأولى بطل دوري الدرجة الأولى وصاحبي المركزين الثالث والخامس في الدرجة الأولى، فيما تضم المجموعة الثانية بطل كأس الملك وصاحبي المركزين الثاني والرابع في الدرجة الأولى.

## الجوائز
أكد عضو مجلس إدارة الاتحاد البحريني لكرة القدم ورئيس لجنة المسابقات عبد الرضا حقيقي أن اتحاد الكرة سيخصص مكافأة مالية لحامل لقب بطولة كأس النخبة، مشيرا إلى أن الفائز سيحصل على مقعد في إحدى المشاركات الخارجية للموسم المقبل. وبيّن أن توجه الاتحاد لاستحداث المسابقة جاء بهدف زيادة عدد المباريات من جهة، وإضافة نوع خاص ومميز من التنافس والإثارة على مسابقة بشكل آخر تؤهل بطلها لتمثيل البحرين خارجيا في إحدى البطولات.